# نابيندرا راج جوشي
نابيندرا راج جوشي (8 يناير 1964 - 26 مارس 2021) سياسي نيبالي ووزير سابق للصناعة. التحق جوشي بالسياسة كطالب، وأصبح أمينًا عامًا لاتحاد طلاب نيبال في عام 1986. وبعد إعادة إرساء الديمقراطية، تم انتخابه نائبًا لعمدة كاتماندو، وعمل من عام 1992 إلى عام 1997. وبعد ثورة عام 2006 تم انتخابه مرتين لمنصب رئيس بلدية كاتماندو. وفي الجمعية التأسيسية في عامي 2008 و2013. شغل منصب وزير الصناعة من 2016 إلى 2017 في الحكومة الائتلافية للحزب الشيوعي النيبالي والكونغرس النيبالي تحت قيادة بوشبا كمال داهال. في الانتخابات العامة لعام 2017 خسر أمام جيفان رام شريسثا من الحزب الشيوعي النيبالي الماركسي اللينيني الذي هزمه في الانتخابات السابقة.